# Per Strand Hagenes
Per Strand Hagenes (* 10. července 2003) je norský profesionální silniční cyklista jezdící za UCI WorldTeam Visma–Lease a Bike.

## Hlavní výsledky
2020
Národní šampionát
 vítěz silničního závodu juniorů
 vítěz časovky juniorů
2021
Mistrovství světa
 vítěz silničního závodu juniorů
Národní šampionát
 vítěz silničního závodu juniorů
2. místo časovka juniorů
Mistrovství Evropy
 2. místo silniční závod juniorů
6. místo časovka juniorů
One Belt One Road Nation's Cup
 celkový vítěz
vítěz prologu a 2. etapy
Course de la Paix Juniors
 celkový vítěz
vítěz 3. etapy
Aubel–Thimister–Stavelot
2. místo celkově
vítěz etapy 2b
3. místo Paříž–Roubaix Juniors
2022
vítěz Paříž–Tours Espoirs
Oberösterreich Rundfahrt
vítěz 2. etapy
Le Triptyque des Monts et Châteaux
2. místo celkově
 vítěz bodovací soutěže
 vítěz soutěže mladých jezdců
vítěz etapy 3b
3. místo Giro del Belvedere
2023
vítěz Münsterland Giro
vítěz Ronde van Drenthe
Olympia's Tour
vítěz 1. etapy (ITT)
Čtyři dny v Dunkerku
9. místo celkově
vítěz 5. etapy